# Отровни гущери
Отровните гущери (Helodermatidae) са семейство влечуги от разред Люспести (Squamata).
Таксонът е описан за пръв път от Джон Едуард Грей през 1837 година.

## Родове
- Eurheloderma
- Gobiderma
- Heloderma – Същински отровни гущери
- Paraderma